# Melvin Charney

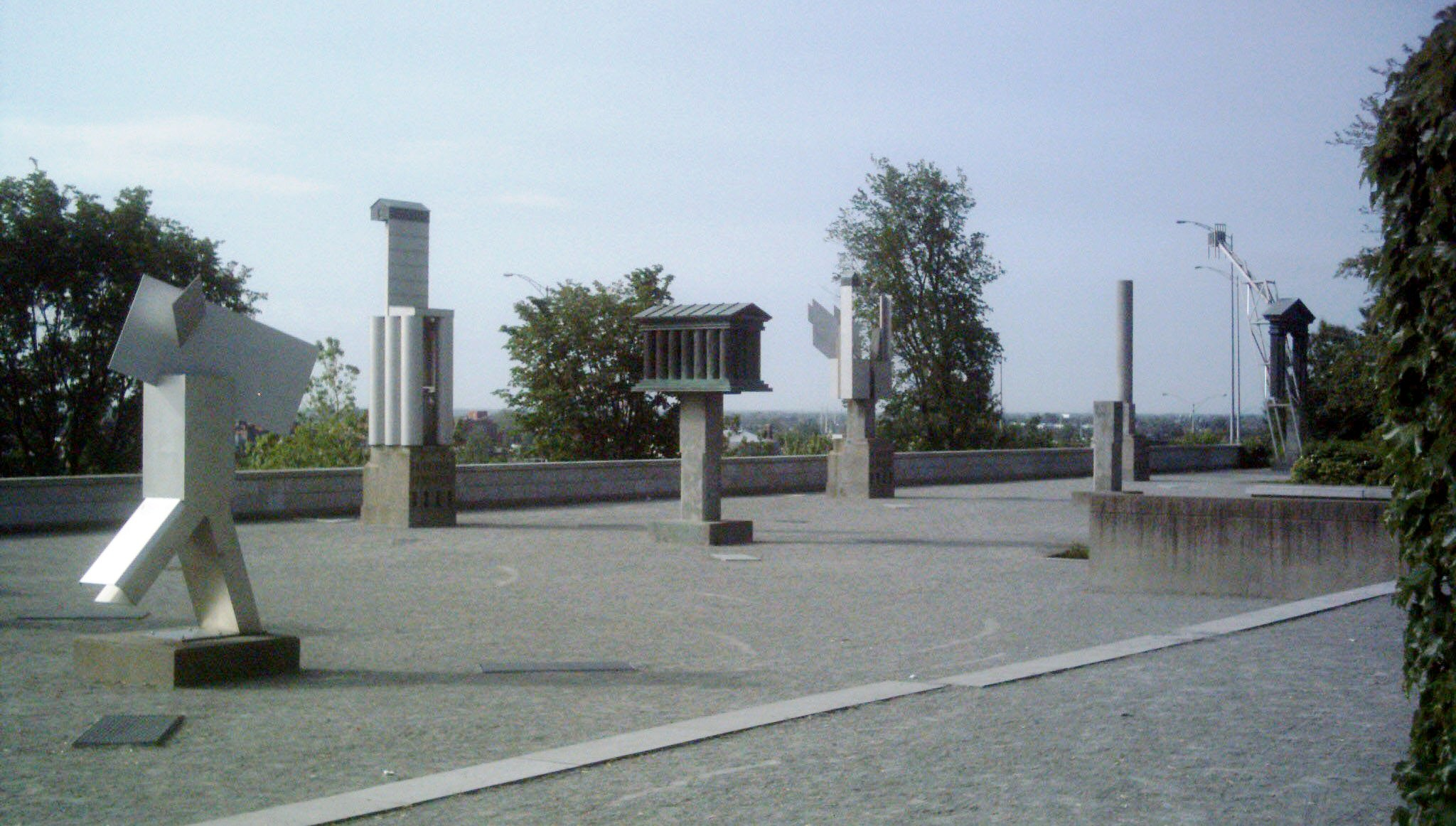
Jardín de esculturas, Centre canadien d'architecture.

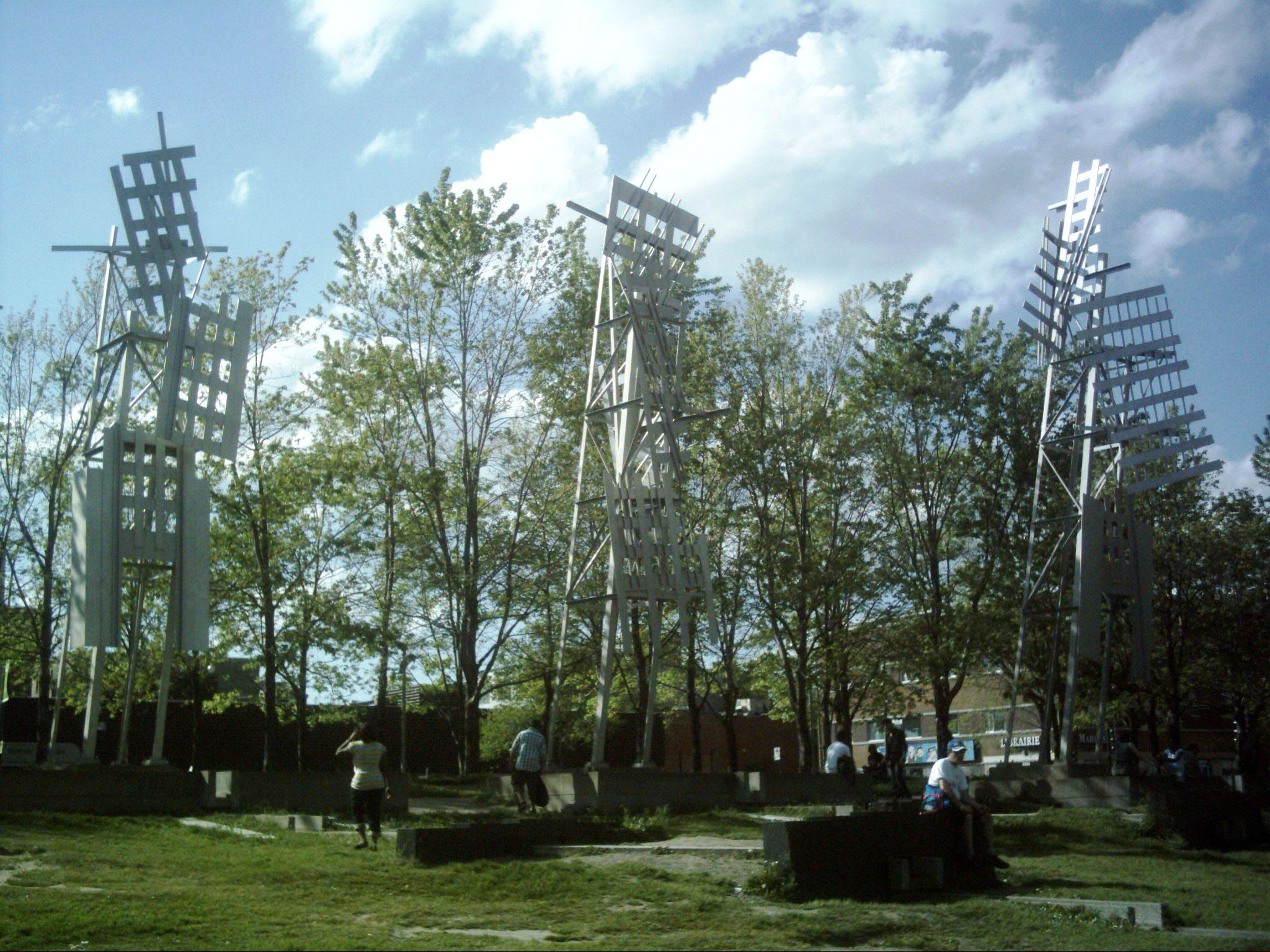
Place Émilie-Gamelin.

Melvin Charney (Montreal, Canadá, 28 de agosto de 1935 - 17 de septiembre de 2012) fue un artista y arquitecto canadiense.

## Biografía
Charney estudió en la Escuela de Arte del Museo de Bellas Artes de Montreal y de la Escuela de Arquitectura de la Universidad McGill desde 1952 hasta 1958 (Licenciatura en Arquitectura) antes de su Maestría en Arquitectura por la Universidad de Yale en 1959. Tras una estancia en París y Nueva York, regresó a Montreal en 1964, donde se estableció como arquitecto. Luego fue contratado como profesor en el Departamento de Arquitectura de la Universidad de Montreal, donde supervisó el programa de posgrado durante varios años.